# IStories

ロゴ

iStoriesまたはImportant Stories (露: Важные истории、重要な話）は、調査報道を専門とするロシア語・英語のニュースサイトである。2020年、元ノーヴァヤ・ガゼーダのジャーナリスト（ロマン・アニン、オレシア・シュマグン）2人によって創設された。編集長はロマン・アニン。
組織犯罪および腐敗報道プロジェクト（OCCRP、Organized Crime and Corruption Reporting Project）と協力関係にある。

## 概要

### 創立の経緯と目的
プーチン政権のもと、ロシアで独立系メディアは劇的に減少し、テレビはクレムリンの管理下、記者の唯一のフリースペースであるインターネット上にも制限が及んだ。「団結しなければ消滅する」という危機感をもったための設立であるという。参加ジャーナリストの多くは、ノーヴァヤ・ガゼーダ出身者である。
クレムリンだけではなく、地方レベルの調査を目的の一つとしている。政府の汚職について深刻に考えることがない読者には、自分たちの街・コミュニティに何が起こっているか伝えるという。また、記者として培った知識と技術の共有も目的としている。
最初の記事は、2019年新型コロナウイルス感染症の流行時、ロシア国内でなぜ人工呼吸器が不足したかを調査するものであった。それによると、パンデミック前にロシアは外国製の人工呼吸器の購入を制限し、病院は国内メーカーから質の悪い人工呼吸器を購入することを強いられた。この国内メーカーはロステックの系列で、ロステックCEOのセルゲイ・チェメゾフはKGBでプーチン大統領の同僚であり、ロシア産業貿易大臣のデニス・マントゥロフはチェメゾフに近い人物であるとされている。
その国内メーカー品は、学生・建設労働者・行方不明者を代表として登録された仲介業者により取引され、工場出荷時より73％高くなった価格で病院に売りつけられていたこともあった。結局、これらの機械は医療用として必要とされず、売買契約が破棄され、そのまま放置されていたことが分かった。
ロマン・アニンはこの記事について、「腐敗は実際に人を殺す可能性があります。腐敗はあなたを貧しくする可能性があります。腐敗はあなたを病気にする可能性があります。この意味で、パンデミックは、人々が汚職に関心を持つべき理由を示す機会となっています。食べ物があり、買い物をするお金がある健康的な環境に住んでいると、腐敗やポケットからお金を盗む人々については実際には気にしません. しかし、病院に着いて、自分の命を救うための人工呼吸器がないことに気がつくと、その代償に気づき始めます」と閲覧者に気付いて欲しいポイントを話している。

### ロシア出国の経緯・以降
2021年4月、ロシア連邦保安庁（FSB）はアニンがノーヴァヤ・ガゼーダ時代に書いたロスネフチのCEOの妻が所有する1億ドルのヨットについて書いた記事をめぐった刑事事件で、IStoriesのニュース編集室とアニンのアパートの家宅捜索を行った。また、ロスネフチがどのようにピレリの一部を買収したかを報じたところ、この記事を理由にIStoriesとアニンは訴訟を起こされた。同年7月、ロシアの裁判所はロスネフチの主張を全面的に認め、記事の削除と撤回を命じる判決を下した。
同年8月20日、ロシア司法省は、 iStoriesおよび編集長ロマン・アニン、ジャーナリストのロマン・シュレイノフ、イリーナ・ドリーニナ、ドミトリー・ヴェリコフスキーらを「外国エージェント」に指定。同年、iStories はロシアでの事業を終了し、ロシアを離れた。
その後は、ラトビアを拠点としてロシア国内の汚職・社会問題について報じているほか、2022年ロシアのウクライナ侵攻についても軍部の腐敗や軍人・軍人家族への処遇、またウクライナでの被害などについて独自の調査記事や当事者・専門家などへのインタビューを精力的にアップロードしている。また、国際的な経済制裁の対象になっているロシアの政治的な重要人物たちのロシア国外資産のディレクトリを作成している。

## ロシア軍による戦争犯罪の追及
2022年ロシアのウクライナ侵攻において、ロシア軍がウクライナの民間人に対して行った人権侵害行為を追及している。

### 民間インフラの破壊行為
2022年7月25日、「ウクライナの民間インフラに対する攻撃はしていない」と主張を続けるロシアが、実際にウクライナで破壊した民間インフラを集計した結果を公表した。
- ウクライナ・ロシア両国の軍事専門家は、「ロシア軍が意図的に民間インフラを攻撃している」という見解で一致しており、この行為は戦争犯罪・テロ行為に当たるとしている。
  - ウクライナの軍事専門家オレクサンドル・コバレンコは、「ロシア軍司令部は電撃戦でウクライナ領土を占領できず、主に国内奥深くへの移動侵入グループに賭けた。この戦術は完全に無力化され、ほとんどの輸送船団はそのまま焼失してしまった。チェルニーヒウ、キーウ、スームィ地方で失敗し、逃亡に終わった後、彼らは別の戦術-城壁戦術-を使い始めた。それは、ある地域を常に砲撃し、そこにあるすべてのものを大砲で焼き払い、徐々に部隊を前進させるというものです。それでセベロドネツィクとリシチャンスクを占領することができた。これは戦争犯罪者の戦術であり、人道に対する罪です。しかし、他に選択肢がない、他の方法では戦えないのです」と述べている。
  - ロシアの軍事専門家パヴェル・ルージンは、「これはテロだ、脅迫だ。彼らの目的は、ウクライナの市民社会を精神的に崩壊させることです。彼らは、壊れた社会がゼレンスキー大統領に圧力をかけ、『もういい、ロシアに我々を支配させろ』と言うと考えています」「ロシア軍は後先考えず、街を奪うのが仕事なのだ。そして、街が抵抗したら、どうやって取るんだ？地球上から消し去りなさい。そして、その後どうなるかは、軍の責任ではないので関係ないのです」と話している。
- 民間住宅の被害 - 7月中旬までに最前線にある23の街の全住宅の50％以上が損傷または破壊され、ほとんど廃墟と化している街もある。セベロドネツィク、マリウポリ、ポパスナはウクライナ・ロシア両国の専門家とも「復興不可能」と話している。ロシア軍はキーウでは1,000人以上の民間人の遺体を残しただけではなく、ブチャでは人口の68％が破壊の影響を受けた。倒壊した建物の89%は住宅とその周辺であったという。イルピンでは街に住む全ての人に被害が及び、民間の建物の半数が破壊され、うち91％が住宅であった。
- 医療・保育・教育、社会福祉施設などの被害 - 医療施設に対する砲撃は、ロシアの攻撃が行われたすべての地域で記録されている。ウクライナのヴィクトル・リャシュコ保健相によると、6月上旬までに500以上の薬局が破壊・被害を受けた。約200台の救急医療車両が銃撃を受けたり、押収されている。6月末のウクライナ健康保護センターの発表によると、ロシア軍の砲撃により、少なくとも18人の医師が死亡、43人が負傷している。3月20日には、マリウポリ市立病院の小児感染症科科長のアナトリー・カザンツェフ医師（63歳）が業務中に殺害された。カザンツェフ医師は、近くの避難所から患者に水を運ぶため、自宅ビルの避難所を離れていた。爆発後、脳損傷で死亡し、病院の建物の間に埋葬されたという。 ウクライナ教育省のSaveschoolsプロジェクトによると、戦争中の5ヶ月間に2,129の教育機関が爆撃や砲撃を受け、そのうち216が完全に破壊された。"戦争の影響からウクライナを復興させるための国家評議会" によると、破損・破壊された教育施設のうち、46％が学校、33％が幼稚園であった。 また、25の孤児院や寄宿舎、老人ホームが被害を受けた。
- 文化財の被害 - 6月末までにすでに530以上のウクライナの文化・芸術施設が侵攻によって破壊された。ウクライナ文化情報政策省によると、33％が宗教施設、15％が劇場や文化会館であるという。破壊された記念碑の中には、大祖国戦争で死んだソ連兵の共同墓地が少なくとも7つある。戦時中の文化財の破壊は、国際基準では別の種類の戦争犯罪とみなされるという。

### 兵士による戦争犯罪の自白
同年8月15日、「ブチャの肉屋」の異名を取った第64独立自動車化狙撃旅団の兵士に直接取材した内容が記事・動画として発表された。ウクライナ側から戦争犯罪人として名前が挙がっている兵士ダニール・フロルキンは自らの戦争犯罪（民間人の処刑）と経緯について告白しており、命令をした旅団司令部の傍若無人ぶりも訴え、その処罰も求めた。旅団の壊滅が目に見えており、これ以上多くの兵士の人生の破滅を望まないことを理由としている。記事発表後に同部隊の複数の兵士から連絡があり、フロルキンの発言について兵士たちにすべて確認した旨、同月19日に改めて記事となった。ヘルソンから連絡してきた兵士によると、部隊の80％の兵士はウクライナから一時撤退時に戦闘行為を拒否して辞めたいと望んでいるが、司令部は刑事罰があると脅し、8月時点でウクライナにいる兵士たちは契約期間が切れた後も帰国を許されていないという。